# 일우재단
일우재단(一宇財團)은 장학사업 및 문화사업, 복지사업 수행 통한 문화, 복지사회 건설에 이바지할 목적으로 1991년 2월 21일 설립된 문화체육관광부 소관의 재단법인이다. 사무실은 서울특별시 중구 서소문로 117에 있다.

## 주요 업무
- 미술관의 설립 및 전시사업
- 문화예술체육인 및 단체 지원
- 국제문화예술체육교류 지원
- 문화예술체육상 시상
- 장학금 및 연구비 지급
- 복지사업
- 교육시설 지원 및 시상
- 도서보급 지원사업 등

1. ↑  “한진그룹 일우재단, 제11회 일우사진상 공모”. 2019년 12월 30일에 확인함.